# مغزرة إسفينية
مغزرة إسفينية (الاسم العلمي: Polygala cuneata) هي نوع نباتي يتبع جنس المغزرة من فصيلة المغزرية.